# Sozialanspruch
Als Sozialanspruch bezeichnet man im deutschen Gesellschaftsrecht einen Anspruch einer Gesellschaft gegen ihre Gesellschafter, soweit dieser auf dem Gesellschaftsverhältnis beruht.
Beispiele für Sozialansprüche sind etwa:
- der Anspruch auf Erbringung der Gesellschafterbeiträge,
- der Anspruch auf Rückzahlung unberechtigter Entnahmen,
- der Anspruch auf Rechnungslegung durch einen geschäftsführenden Gesellschafter,
- Ansprüche gegen einen Gesellschafter auf Schadensersatz bei einer Verletzung gesellschaftsvertraglicher Pflichten.

Der Anspruch richtet sich gegen den betroffenen Gesellschafter und zielt auf eine Leistung in das gesamthänderische Vermögen. Er kann in der Regel auch gegen den Willen der Mehrheit der Gesellschafter durch einen einzelnen Gesellschafter auf dem Wege der actio pro socio durchgesetzt werden (Fall der gesetzlichen Prozessstandschaft).

## Abgrenzung
Nicht zu den Sozialansprüchen gehören Ansprüche, welche der Gesellschaft gegen einen Gesellschafter auf Grund eines Rechtsgeschäfts außerhalb des Gesellschaftsvertrages zukommen, also etwa der Gewährleistungsanspruch der Gesellschaft im Hinblick auf einen Kaufvertrag mit dem Gesellschafter.
Das Gegenstück zu Sozialansprüchen sind Sozialverpflichtungen. Hierbei handelt es sich um Verpflichtungen der Gesellschaft gegenüber den Gesellschaftern.
Ansprüche, die Dritte gegen die Gesellschaft haben, heißen Gesellschaftsverbindlichkeiten.